# سلاسل التيسير البيئية

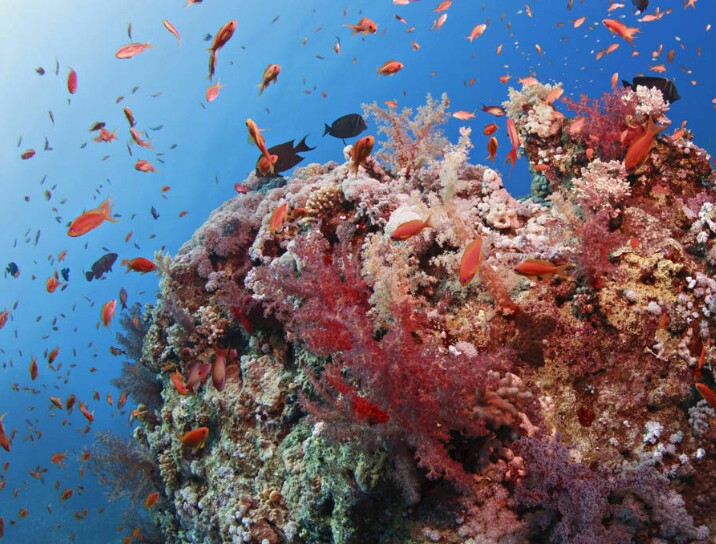
تعمل الشعاب المرجانية على حماية الأعشاب البحرية وأشجار المانغروف من طاقة الأمواج البحرية، مما يسمح لها بالاستقرار في مناطق هادئة نسبيًا، في حين تحبس أشجار المانغروف والأعشاب البحرية الرواسب الأرضية والمغذيات التي من شأنها أن تؤدي بخلاف ذلك إلى اختناق الشعاب المرجانية.

سلاسل التيسير البيئية(facilitation cascade)هي عبارة عن مجموعة من التفاعلات البيئية التي تحدث عندما يستفيد نوع ما من نوع ثانٍ مما يؤدي بدوره إلى تأثير إيجابي على نوع ثالث.  فيمكن أن تأخذ هذه التفاعلات التيسيرية شكل تخفيف الضغوط البيئية و/أو توفير ملجأ من الافتراس . ترتبط الأنواع الهندسية للنظام البيئي المنشأ ذاتيًا ، والأنواع البنيوية، والأنواع المكونة للموائل، والأنواع الأساسية بأمثلة أكثر شيوعًا لسلاسل التيسير، والتي يشار إليها أحيانًا باسم سلاسل الموائل .  فالتيسير البيئي بشكل عام هو مفهوم أوسع بكثير يشمل جميع أشكال التفاعلات الإيجابية بما في ذلك التلقيح ، و انتشار البذور ، والعلاقات التكافلية المتطورة ، مثل العلاقة بين العوائل القراصية والسيمبيودينيوم (Symbiodinium) في الشعاب المرجانية ، و بين الطحالب والفطريات في الأشنات. وعلى هذا النحو، تنتشر سلاسل التيسير على نطاق واسع في جميع المناطق الحيوية الرئيسية على وجه الأرض مع تأثيرات إيجابية ثابتة على وفرة التنوع البيولوجي للكائنات الحية المرتبطة بها. 

## ملخص
تحدث سلاسل التيسير البيئية عندما تشارك الأنواع الأساسية السائدة، أو الأنواع الرئيسية الأقل وفرة ولكنها مهمة بيئيًا،في تسلسل هرمي من التفاعلات الإيجابية و تتكون من ميسر بيئي أساسي يؤثر بشكل إيجابي على ميسر ثانوي واحد أو أكثر يدعم مجموعة من الأنواع المستفيدة. و تحتوي سلاسل التيسير على الأقل على ميسر أولي وثانوي، على الرغم من أنه قد يتم العثور على ميسرات ثالثية و رباعية وما إلى ذلك في بعض الأنظمة البيئية.
مثال نموذجي لسلاسل التيسير في النظام البيئي الساحلي الاستوائي

### أصل المفهوم و المصطلحات ذات الصلة
تم صياغة مصطلح سلاسل التيسير البيئية من قبل ألتيري و سيليمان و بيرتنيس( Altieri, Silliman, and Bertness)أثناء دراسة أجريت على شواطئ نيو إنجلاند المرصوفة بالحصى لشرح سلسلة التفاعلات الإيجابية التي تسمح لمجتمع متنوع بالوجود في بيئة تتميز بعدم استقرار الركيزة وارتفاع درجات الحرارة و الإجهاد الناتج عن الجفاف. حيث فيها يتمكن عشب الحبل من التأسيس بشكل مستقل، ثم يخلق بيئة مستقرة وأقل إجهادًا لبلح البحر والتي بدورها توفر ركائز صلبة ومساحات شقوق رطبة لتسهيل إنشاء مجتمع من اللافقاريات وأنواع الطحالب.  إضافة إلى ذلك، تختلف سلاسل التيسير عن نموذج تيسير التعاقب البيئي لأن الأنواع تتراكم في النظام البيئي بسبب التأثيرات المباشرة وغير المباشرة للميسّر الأساسي والثانوي، بينما في التعاقب البيئي، يتم استبدال الأنواع المبكرة التي تلعب دورًا تيسيريًا، بمرور الوقت، بأنواع في مرحلة لاحقة. علاوة على ذلك، فهذا المفهوم يعزز التنظيم الهرمي للطبيعة، حيث يقوم النوع الأساسي بإنشاء الأساس لمجتمع بأكمله من خلال بناء موطن فريد، كما هو الحال في الشعاب المرجانية، أو أحواض الأعشاب البحرية، أو غابات شجر التنوب، ثم تعمل التفاعلات الثانوية (على سبيل المثال، المنافسة، والافتراس، والتيسير) بين السكان على تحسين تكوين المجتمع والديناميكيات البيئية.  كما تم التنبؤ بمفهوم سلسلة التيسير من خلال الملاحظة التي مفادها أن مهندسي النظم البيئية المتعددة يمكنهم التفاعل للحصول على تأثيرات تآزرية ناشئة. 
وبالتالي،فهي تمثل شكلاً من أشكال التفاعل غير المباشر الذي يحدث على ثلاثة مستويات أو أكثر، حيث يؤثر نوع واحد على نوع آخر عبر نوع وسيط.  حيث تشكل مثل هذه التفاعلات غير المباشرة محركًا مهمًا لبنية المجتمع ووظيفة النظام البيئي والتي يمكن أن تكون متكررة ومؤثرة مثل التفاعلات المباشرة.  فهي تتمتع بتأثيرات بيئية بعيدة المدى على تنوع ووظيفة النظام البيئي، حيث تتدفق التأثيرات الإيجابية لمجموعة فرعية من الكائنات الحية عبر المجتمع، كما هو الحال في الشلالات الغذائية . يمكن لحجم تأثيرها أن ينافس أو يتجاوز حجم تأثير سلاسل التغذية، والتمييز الرئيسي بين التأثيرات الإيجابية غير المباشرة لكل من سلاسل التيسير والسلاسل الغذائية هو أن الأولى تستند إلى تفاعلات تسهيلية إيجابية بينما تستند الثانية إلى تفاعلات غذائية سلبية. 

## أمثلة كلاسيكية
تمت ملاحظة سلاسل التيسير في جميع أنواع النظم البيئية الرئيسية على الأرض، وتوضح الأمثلة التمثيلية أهميتها الواسعة النطاق بالإضافة إلى تنوع الشلالات التي تنشأ.و غالبًا ما تكون أهمتها واضحة من خلال الملاحظة المباشرة، ومع ذلك، فإن التلاعبات التجريبية باستخدام المحاكيات تقدم دليلاً قويًا على أهمية التفاعل. على سبيل المثال، فإن استخدام المحاكيات الاصطناعية كبدائل للأنواع الأساسية الأولية والثانوية يسمح بعزل آليات محددة يُفترض أنها تشكل الأساس للتأثيرات المتتالية لتيسير ديناميكيات النظام البيئي المحلي. 

### البحرية
من الأمثلة الكلاسيكية لسلاسل التيسير في البيئة البحرية العلاقة بين أشجار المانغروف ، وأعشاب البحر ، والشعاب المرجانية الحجرية المتاخمة لبعضها البعض في المناظر البحرية. حيث تتبادل هذه الأنواع الأساسية الموارد وتستفيد من بعضها البعض من خلال الحماية ضد الرواسب و مدخلات المغذيات من الجانب الأرضي، وتقليل طاقة الأمواج من المحيط المفتوح.     يوضح هذا كيف يمكن أن تحدث على طول المناظر البحرية من خلال الأنواع الأساسية الموجودة بجوار بعضها البعض.  
ومن الأمثلة الشائعة الأخرى في النظم البيئية البحرية حين يعمل عشب البحر، وهو المهندس الأساسي للنظام البيئي المكون للموائل، على تسهيل حياة المحاريات مثل بلح البحر من خلال توفير ملاذ لها من الحيوانات المفترسة وركيزة التعلق المستقرة.   في المقابل، تعمل المحاريات كمكونات ثانوية للموائل، مما يسهل على الكائنات الحية التي تعيش فوق سطح الأرض من خلال تزويدها بالركيزة اللازمة للارتباط والاستقرار.  وبما أن المحاريات قادرة على توفير إعانات غذائية لأعشاب البحر، فإن هذا يعد مثالاً على بنية مشتركة لسلاسل التيسير البيئية حيث يكون للميسرين الثانويين تأثير إيجابي على الميسرين الأساسيين، بحيث يكون هناك تكافل داخل السلاسل.

### انتقالي (بين المد والجزر)
على الشواطئ المرصوفة بالحصى في نيو إنجلاند، يعمل عشب الحبل على تخفيف الضغط البدني اللازم لإنشاء بلح البحر المضلع، مما يسهل بشكل أكبر زيادة التنوع داخل النظام البيئي بين المد والجزر كأنواع أساسية ثانوية.  و هذا هو التفاعل الذي نشأ عنه مفهوم سلاسل التيسير. لقد أظهر هذا الموطن المعقد أيضًا كيف يمكن لها أن تزيد من قابلية الغزو لأن السرطانات غير الأصلية تعيش على بلح البحر المضلع وبينها، مما يوفر آليات لتفسير العلاقات الإيجابية بين التنوع الأصلي و نجاح الغزو، والتعايش بين الأنواع الأصلية والغزوية من خلال الاستخدام التفاضلي للموائل الدقيقة المرتبطة بالسلسلة.   إضافة إلى ذلك، و في المستنقعات المالحة ، ثبت أيضًا أن نفس أنواع عشبة الحبل وبلح البحر تعمل على زيادة التنوع البيولوجي والتعدد الوظيفي والقدرة على الصمود في مواجهة الاضطرابات. 
تعمل الشعاب المرجانية على تثبيت بيئة المد والجزر من خلال الحد من تآكل الرواسب. مما يؤدي الىغ تعزيز نمو أعشاب المستنقعات التي تعمل كأنواع أساسية ثانوية، الذي بدوره يسهل نمو اللافقاريات بما في ذلك المحاريات والحشرات والطيور.  لقد لوحظ أن الأماكن التي تحتوي على شعاب المحار والمستنقعات المدية والجزرية تدعم تنوعًا بيولوجيًا أعلى ووفرة من السكان مقارنة بالمواقع التي يسكنها نوع واحد فقط من تلك الأنواع الأساسية. 
تحتجز غابات المانغروف على طول ساحل أستراليا الأعشاب البحرية المنجرفة بين حواملها الهوائية ، والتي تدعم العديد من الرخويات من خلال إنشاء الموائل والمأوى من الحيوانات المفترسة.  يعد هذا المثال جديرًا بالملاحظة لأنه يتضمن نوعًا أساسيًا (أشجار المانجروف) يزيد من تأثيره التيسيري من خلال تجميع الأنواع الثانوية المنجرفة من الشعاب المرجانية الصخرية القريبة.  
يتضمن مثال آخر في البيئات الانتقالية تسهيل تجميع الأعشاب البحرية في البحيرات الضحلة ذات القاع الناعم من خلال زراعة الديدان الأنبوبية التي تدمج بنشاط أجزاء الأعشاب البحرية لتقليل الافتراس وزيادة إمدادات الغذاء.   و بعد ذلك توفر الأعشاب البحرية الموائل وتدعم التنوع الكبير للنباتات الصغيرة واللافقاريات والأسماك في نظام الرواسب الناعمة العارية.    يعد هذا المثال جديرًا بالملاحظة لأن الأعشاب البحرية المكونة للموائل الثانوية غازية في هذه المنطقة. 

### الأرضية
يتضمن أحد الأمثلة الكلاسيكية لسلاسل التيسير الأرضية أشجار الغابات المطيرة الاستوائية باعتبارها نباتات هوائية مسهلة والتي بدورها تسهل وفرة الأنواع اللافقارية المقيمة من خلال توفير موطن معقد ومتنوع. على سبيل المثال، لوحظ أن حوالي نصف الكتلة الحيوية اللافقارية و وفرة اللافقاريات تعتمد على موائل النباتات الهوائية الثانوية، مما يشير إلى أن التقديرات المبكرة للتنوع المرتفع بشكل ملحوظ للمفصليات في الغابات الاستوائية قد تكون مدفوعة جزئيًا بشلالات التيسير. يعد هذا المثال ملحوظًا بسبب التركيب التصنيفي المختلف والحجم الأكبر للحشرات الموجودة في الموائل الثانوية المتوسطة عند مقارنتها بأنواع الأشجار الأساسية الأساسية التي تمثل الموائل القاعدية.    وفي الغابات المعتدلة، تتكشف سلسلة مماثلة من الأحداث حيث يؤدي تسهيل نمو الطحالب الإسبانية بواسطة أشجار البلوط إلى زيادة تنوع اللافقاريات. في هذا المثال، يعتمد الطحلب الإسباني على البلوط لتقليل الإجهاد البدني، وتعتمد اللافقاريات على الطحلب الإسباني لزيادة الرطوبة وخفض ضغوط الافتراس. 
تتضمن سلسلة أخرى من التسهيلات الأرضية الأشجار والهدال والطيور، حيث تشكل الأشجار النوع الأساسي الذي يسهل الهدال، وهو نوع أساسي ثانوي، يسهل بدوره تعشيش وتغذية الطيور المحلية والمهاجرة.    وقد لوحظ هذا المثال في أماكن متعددة حول العالم من غابات الصنوبر في جنوب شرق إسبانيا إلى السافانا شبه القاحلة في جنوب شرق زيمبابوي.   يعد هذا المثال جديرًا بالملاحظة لأن نبات الهدال يمكن أن يكون طفيليًا ويؤثر سلبًا على الأشجار المضيفة له، وهو تذكير بأن اتجاه وقوة التفاعلات المرتبطة بسلاسل التيسير يمكن أن تعتمد على السياق. 

### المياه العذبة
تتضمن سلاسل تسهيل المياه العذبة الكلاسيكية نباتات المياه العذبة التي تسهل نمو خيوط الطحالب والتي بدورها تسهل نمو القواقع.  هنا، تعمل النباتات كأنواع أساسية، في حين أن خيوط الطحالب، التي ترتبط بها ركائز نباتية، هي أنواع أساسية ثانوية، مما يسهل على الحلزون أن يسكن المنطقة.   يعد هذا المثال مهمًا بسبب الإشارات الكيميائية التي ترسلها الأنواع الأساسية الثانوية لجذب تنوع الحلزون المقيم إلى موطن الشلال.
ومع ذلك، يبدو أن هناك دراسات قليلة فقط وثقت سلاسل تسهيل المياه العذبة، ولا يزال يتعين تحديد ما إذا كان هذا نتيجة لبنية النظام البيئي أو مجرد انعكاس لوجهات نظر بحثية تاريخية. 

## ردود الفعل على النطاق والبيئة

### التكوين المكاني
يمكن أن تحدث الأنواع الأساسية الأولية والثانوية التي تشكل سلسلة التيسير في أحد التكوينين المكانيين.  أولاً، هناك تكوينات متداخلة حيث يتم العثور على النوعين الأساسيين مختلطين أو مع مسهل يعيش على آخر، كما هو الحال في أغشية المانجروف الهوائية التي توفر سطحًا لاستعمار المحار . ثانياً، هناك التكوينات المتجاورة التي تتواجد فيها الأنواع الميسرة منفصلة عبر المناظر الطبيعية، كما هو الحال في الشعاب المرجانية بالقرب من المستنقعات المالحة، أو الشعاب المرجانية المجاورة لأعشاب البحر. يعتمد وجود الأنواع الأساسية في سلسلة متجاورة أو متداخلة على ما إذا كانت المنافسة على الموارد على نطاق معين تدفع أحد الأنواع الأساسية إلى إزاحة نوع آخر. لقد ثبت أن فرضية تدرج الضغط مفيدة في التنبؤ بالتكوين الذي من المرجح أن يسود. في بعض الحالات، هناك اعتماد على حجم التفاعلات، حيث تؤدي المنافسة على مسافات قصيرة إلى تقسيم الأنواع الأساسية إلى مناطق ذات حدود مميزة، ويحدث التيسير على مسافات أطول بين الكائنات الحية في هذه المناطق.   يمكن أيضًا هيكلة سلاسل التيسير على شكل بقع على المناظر الطبيعية تنشأ إما لأن الأنواع المكونة للموائل الأولية والثانوية تتواجد معًا في بقع، أو لأن مكونًا ثانويًا للموائل موجود في بقع داخل موطن مستمر كبير تم إنشاؤه بواسطة مكون الموائل الأولية. 

### التباين الزمني
وقد تختلف قوة سلاسل التيسير أيضًا عبر المقاييس الزمنية. فيمكن أن يتأثر النطاق المكاني بمدى سرعة نمو أو تكاثر الأنواع الأساسية، بالإضافة إلى المدة التي يستغرقها تأثير التيسير للتأثير على الأنواع الأخرى داخل النظام.  يمكن أن يكون هذا بسبب الوقت اللازم لأنواع الأساس للوصول إلى حجم فردي أو رقعة أدنى لإنشاء تأثير تيسيري للنظام، أو التأخير في الاستجابة الديموغرافية في الأنواع المستفيدة للتأثيرات الإيجابية للميسر، أو الموسمية أو بعض التباين الزمني الآخر في الضغط الذي يخففه الميسر. قد يؤثر التطابق الفينولوجي أو عدم التطابق بين دورات الحياة أيضًا على التزامن بين المشاركين في سلسلة التيسير وبالتالي قوة تفاعلهم.   على سبيل المثال، فقس الحشرات الذي يتزامن مع ازدهار النباتات التي تلقحها والتي تستخدم بدورها كموائل لأنواع أخرى في وقت لاحق من ذلك العام.  

### التشتت والحركة
يمكن لحركة الكائنات الحية أن تتوسط حدوث وأهمية سلاسل التيسير بثلاث طرق. أولاً، يمكن أن يؤدي نقل الأنواع الميسرة إلى موقع به نوع ميسر آخر إلى تجميع مكونات سلسلة التيسير. على سبيل المثال، يمكن للطحالب من الشاطئ الصخري التي تنجرف إلى موطن جذور أشجار المانجروف معًا أن تسهل حركة مجموعة متنوعة من اللافقاريات.  ثانياً، قد تتمكن الأنواع التي تستفيد منها من التحرك إلى ما هو أبعد من موطن السلسلة (أي الانتشار) وتلعب دوراً بيئياً مهماً في الموائل المجاورة. على سبيل المثال، على الشواطئ المرصوفة بالحصى، يستخدم سرطان الشاطئ الغازي سلسلة من الأعشاب البحرية التي تسهل عملية التكاثر، ولكن بعد ذلك ينتقل البالغون إلى مواطن المد والجزر غير النباتية المجاورة حيث يتنافسون مع سرطان الطين الأصلي.  بالنسبة للأنواع المستفيدة عالية الحركة، مثل تلك التي لديها تحولات موائل وراثية أكثر بعدًا، أو نطاقات بحث عن الطعام كبيرة، أو القدرة على الهجرة لمسافات طويلة، فإن مدى سلسلة التيسير قد يكون واسعًا للغاية.   ثالثًا، قد تعمل الكائنات الحية المتنقلة كحلقة وصل تيسيرية في سلسلة من المسارات التي تلعب عبر الموائل البعيدة الواقعة في المناظر الطبيعية، كما هو الحال في أشجار المانجروف التي قد تسهل حركة الشعاب المرجانية من خلال حركة أسماك الببغاء التي تستخدم أشجار المانجروف كموائل للحضانة ثم تنتقل إلى الشعاب المرجانية حيث ترعى الطحالب المزعجة التي من شأنها أن تخنق الشعاب المرجانية. وبشكل عام، يمكن أن تعمل هذه الحركات للأفراد كحلقة وصل بيوكيميائية أو غذائية بين النظم البيئية، مما يؤدي إلى دعم المغذيات والتغذية الراجعة التي تدعم الأنواع الأساسية التي تشكل أساس سلاسل التيسير البيئية و توفر الأساس للنظم البيئية الفوقية.  

## الأهمية البيئية

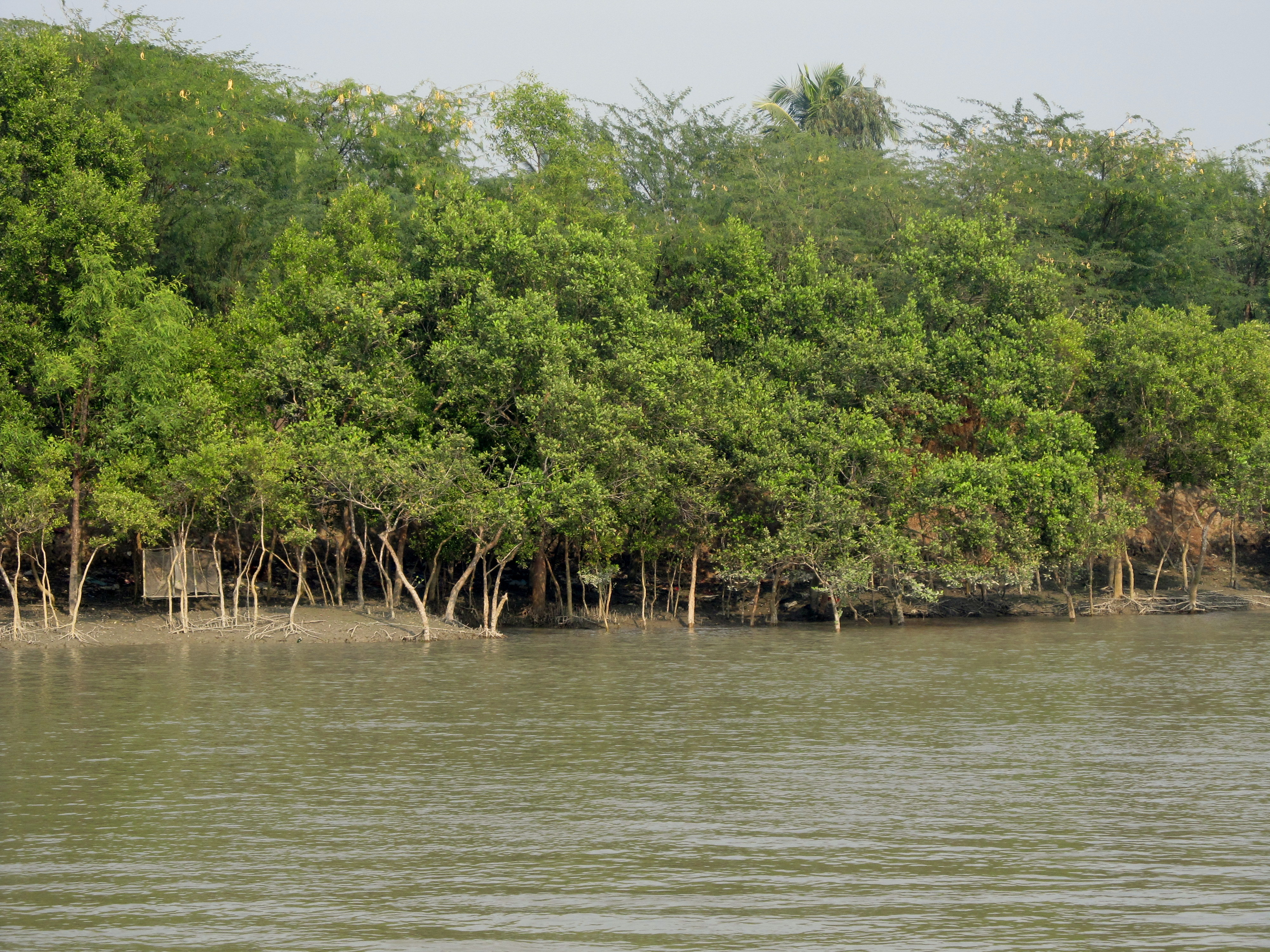
غابات المانجروف في منطقة سونداربانس في خليج البنغال في شبه القارة الهندية؛ حيث تحبس أشجار المانجروف الرواسب وتشتت طاقة الأمواج التآكلية

### التنوع البيولوجي
تتمتع سلاسل التيسير بتأثيرات إيجابية قوية على التنوع البيولوجي على المستوى المحلي أو على مستوى الرقعة من خلال التيسير المباشر وغير المباشر أيضا.  أولا ، في إطار سلسلة التيسير، يمكن للأساس الأولي والثانوي أن يزيد من بقاء الكائنات الحية، وثراء الأنواع، وتنوع المجالات، وتعقيد الموائل، مما يعزز التنوع البيولوجي بدوره.  ثانيا، يمكن لمكونات الموائل الأولية أن توفر ركيزة مناسبة للاستعمار من خلال مكوني الموائل الثانوية، وهي سمات فريدة تساهم في زيادة تعزيز التنوع البيولوجي . 

### عمل النظام البيئي
إضافة إلى ذلك، يمكن أن يكون لها أيضًا تأثيرا مباشرا قويا على عدد من الوظائف البيئية التي تنشأ من خلال إنشاء البنية المادية.علاوة على ذلك، الفائدة الأكثر وضوحًا هي توفير موائل إضافية توفر مساحات معيشية لعدد أكبر من الكائنات الحية المختلفة.  فيمكن للهيكل، الذي يكون عادةً أكثر تعقيدًا من المناطق خارج موطن سلسلة التيسير، أن يعمل كملجأ من المفترسات أو الضغوط الجسدية. كما تشمل الوظائف المهمة الأخرى تراكم التربة، ومعدلات التسلل المتغيرة، ونقل الموارد.    نتيحة لذلك، و من خلال هذه الوظائف، تنشأ خصائص بيئية ناشئة أخرى مثل زيادة التفاعل بين الأنواع غير الغذائية عبر مستويات غذائية متعددة. 

## التحديات

### التهديدات
يمكن أن تعمل سلاسل التيسير على تعزيز استقرار النظام البيئي و قدرته على الصمود من خلال التفاعلات الإيجابية بين الأنواع.   و مع تزايد الضغوط المرتبطة بتغير المناخ وغيره من التأثيرات البشرية، ستصبح التفاعلات الإيجابية ذات أهمية متزايدة في الحفاظ على استقرار النظام البيئي.  ومع ذلك، فإن الضغوط التي يفرضها التهديد قد تؤدي، بعد تجاوز حد معين، إلى تأثيرات ضارة على أنواع الأساس، وبالتالي تؤدي إلى انهيار سلسلة التيسير.

#### الكوارث الطبيعية
يمكن أن تؤدي الكوارث الطبيعية، مثل الزلازل والحرائق الطبيعية والانهيارات الجليدية والأنشطة البركانية، إلى انهيار سلاسل التيسير عن طريق قتل الأنواع الأساسية. على سبيل المثال، تسبب الارتفاع الزلزالي في نيوزيلندا المرتبط بزلزال كايكورا عام 2016 في موت فوري لكل من الأعشاب البحرية الأساسية والثانوية، أعقبه تدمير متتالي للتنوع البيولوجي اللافقاري. و لم تتعاف هذه الأنواع الأساسية بحلول عام 2021، ومن المحتمل أن تخلف الكوارث الطبيعية واسعة النطاق إرثًا على سلاسل التيسير على مدى عقود إلى قرون كدالة لمعدلات تعافي الكائنات الحية المكونة للموائل. 

#### تغير المناخ
إن العلاقات المتبادلة والتفاعلات الإيجابية التي تشكل أساس سلاسل التيسير يمكن أن تعمل على تخفيف تأثير الضغوط المادية المتزايدة مثل الجفاف، والتقلبات الشديدة في درجات الحرارة، ووقت الفيضانات المرتبط بتغير المناخ.  على سبيل المثال، يمكن للتفاعل التكافلي بين بلح البحر ونباتات العشب أن يزيد من قدرة النظم البيئية للمستنقعات على التكيف مع الجفاف.  ورغم أن هذه التفاعلات التيسيرية داخل سلسلة من العوامل قد توفر الراحة من الضغوط غير الحيوية المتزايدة، فإنها أيضاً عرضة لتأثيرات تغير المناخ نفسها. ونتيجة للاختلافات بين الأنواع في تحمل الحرارة والتغيرات في الوفرة وتوزيع الأنواع المشاركة في سلسلة، قد يحدث تغيير أو انهيار لسلسلة التيسير بسبب فقدان أي مكون في السلسلة. على سبيل المثال، في البيئة البحرية، تؤدي درجات الحرارة المرتفعة إلى تبييض المرجان وإصابته بالمرض، مما يؤدي إلى تعطيل العلاقة بين المرجان المضيف والطحالب التكافلية ويخلف تأثيرات لاحقة على التنوع البيولوجي للنظام.

#### التلوث
إن إدخال مواد ضارة أو سامة إلى البيئة يشكل تهديدًا لسلاسل التسهيل. قد يبدو في البداية أن تلوث المغذيات يفيد سلاسل التيسير من خلال تحفيز نمو الأنواع المكونة للموائل، ولكن في نهاية المطاف فإن التأثيرات السلبية المرتبطة بالكتلة الحيوية الزائدة، مثل الاختناق الجسدي والضغوطات البيوكيميائية بما في ذلك استنفاد الأكسجين وسمية الكبريتيد، يمكن أن تطغى على سلسلة التيسير.  على سبيل المثال، يمكن للكميات المفرطة من العناصر الغذائية أن تحفز النمو الغزير للأنواع الأساسية الثانوية مثل الأعشاب البحرية في أنظمة الأعشاب البحرية قليلة التغذية، مما يؤدي إلى تسلسل هرمي تنافسي متغير حيث تتفوق الطحالب البحرية على الأعشاب البحرية.  في حالات أخرى، يمكن أن يؤدي التغذية الزائدة إلى استبدال مباشر للكائنات المهيمنة على الموائل، كما هو الحال عندما تحل الطحالب الكبيرة محل الشعاب المرجانية على الشعاب المرجانية، مما يؤدي إلى تغيير أو فقدان مكونات سلسلة التيسير وهناك تحول في المجتمع الأوسع. 

#### المرض
ومن المتوقع أن يزداد انتشار المرض وشدته استجابة للتغيرات العالمية، على الرغم من أن تأثيراته على سلاسل التيسير لا تزال غير مدروسة نسبيًا. إن التنوع البيولوجي المتوطن المرتفع، مثل ذلك الذي تفضله سلاسل التيسير، يقلل بشكل عام من خطر انتقال مسببات الأمراض.  ومع ذلك، فإن تفشي الأمراض التي تؤثر على الميسر يمكن أن يقلل من كثافته أو يغير من نمطه الظاهري، وبالتالي يقلل من تعقيد الموائل مما يخفف من آثاره التيسيرية مع التأثيرات السلبية على التنوع البيولوجي. 

#### الاستغلال المفرط
تعمل سلاسل التيسير على تعزيز التنوع البيولوجي ووفرة الأنواع من خلال التفاعلات الإيجابية، والتي يمكن أن تعمل على مواجهة عواقب الاستغلال المفرط . ومع ذلك، فإن حصاد الميسرين الأساسيين أو الثانويين أنفسهم داخل السلسلة يمكن أن يؤدي إلى انخفاضات لاحقة في ثراء الأنواع ، وبالتالي إضعاف التأثيرات التيسيرية للأنواع المفرطة الاستغلال. على سبيل المثال، قد يؤدي حصاد الأشجار إلى تقليل وفرة وتنوع النباتات الهوائية التي توفر المأوى والموارد الأخرى لمجتمعات الحشرات المستفيدة. 

#### الأنواع الغازية
يمكن تسريع عملية إنشاء الأنواع غير الأصلية في موطن جديد بنجاح من خلال توفير الموائل وتخفيف الضغط المادي لسلسلة التيسير التي تعمل أيضًا على تعزيز التنوع البيولوجي الأصلي العالي.  علاوة على ذلك، قد تكون الأنواع الغازية قادرة على استغلال فوائد سلاسل التيسير بشكل أفضل على الأنواع المحلية، مما يؤدي إلى تأثيرات غير مباشرة على الموائل القريبة ويساهم بشكل أكبر في نجاح غزوها.  قد تكون الأنواع الغازية أيضًا من الأنواع الأساسية المكونة للموائل القادرة على بدء سلاسل التيسير الخاصة بها كما هو الحال في الأعشاب البحرية الغازية المدمجة في أنابيب الديدان  أو الأعشاب البحرية الغازية التي تتواجد مع بلح البحر الأصلي. 

## التطبيقات في مجال الحفظ والترميم

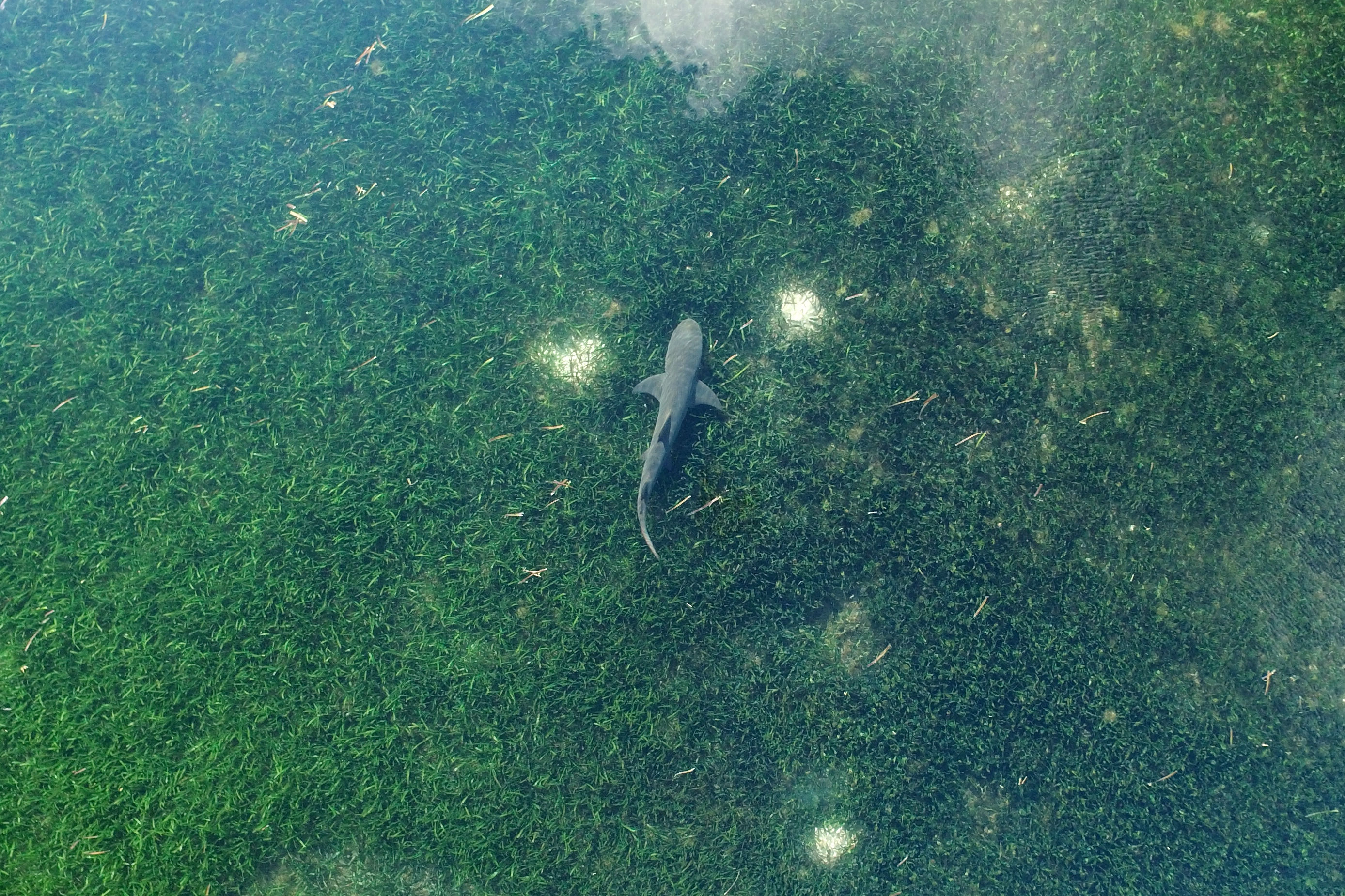
سمكة قرش ترعى في مرج الأعشاب البحرية في منتزه دونغشا أتول الوطني في بحر الصين الجنوبي

يمكن أن تلعب التفاعلات الإيجابية دورًا حاسمًا في الحفاظ على الأنظمة الطبيعية واستعادتها، وقد تم تطوير إطار عمل لاتخاذ القرارات لتوجيه الممارسين في دمج التفاعلات الإيجابية لتحقيق أهداف المشروع وخدمات النظام البيئي .    فيمكن توسيع نطاق هذا النموذج ليشمل سلاسل التيسير التي يمكن تسخيرها لتعزيز الحفظ والاستعادة. على سبيل المثال، يمكن تحديد الميسرين داخل سلسلة من الأنواع باعتبارها أنواعًا محورية أو مؤشرات للمراقبة والحماية في خطط الحفاظ نظرًا لأن هذه الأنواع من المرجح أن تدعم التنوع البيولوجي المرتفع ووفرة الأنواع.  علاوة على ذلك، يمكن أن تكون الأنواع الموجودة في سلسلة التيسير أنواعًا مرشحة للاستعادة نظرًا لقدرتها على بدء تجميع المجتمع والشبكة المعقدة من تفاعلات الأنواع التي تكمن وراء خصائص النظام البيئي المهمة مثل المرونة .  وأخيرا، فإن الهندسة التي تسهل الأنواع في سلسلة غالبا ما توفر وظائف تكميلية تعمل على تعزيز أداء بعضها البعض وتؤدي إلى نتائج مفيدة قد لا تكون ممكنة مع أي نوع منفرد. يتضح هذا، على سبيل المثال، في مشاريع تثبيت وتعزيز خط الساحل حيث يتم إقران المحار بأعشاب المستنقعات حيث يعمل الأخير على تقليل طاقة الأمواج والإجهاد التآكلي في منطقة عشب الحبل المجاورة مما يؤدي بدوره إلى بناء خط الساحل وزيادة المكاسب الارتفاعية. 
هناك العديد من الاعتبارات التي يجب على الممارسين مراعاتها عند دمج سلاسل التيسير في مشاريع الحفظ والاستعادة الخاصة بهم. أولاً، قد تحدث سلاسل التسهيل عبر موائل متعددة من خلال تفاعلات طويلة المدى، وبالتالي فإن فعالية مشاريع المراقبة والزراعة الخارجية قد تحتاج إلى دمج وجهات نظر على نطاق المناظر الطبيعية أو المخاطرة بالفشل إذا تُركت المكونات الأساسية للنظام خارج نطاق المشروع.  ثانياً، في حين أن العديد من أفضل الأمثلة عليهاةفي السياقات التطبيقية تأتي من الأنواع الأساسية أو مهندسي النظم البيئية الذين يهيمنون بشكل واضح على الموائل، لذلك، يجب على الممارسين أن يضعوا في اعتبارهم أن الميسرات في سلسلة التيسير البيئية يمكن أن تشمل أيضًا كائنات أصغر و/أو متحركة، مثل الملقحات التي لها تأثير إيجابي على النجاح التناسلي للنباتات المكونة للموائل، أو المتكافلين مثل Symbiodinium في الشعاب المرجانية والفطريات الفطرية في النباتات الأرضية. ثالثًا، تتضمن سلاسل التيسير عادةً مستويات غذائية متعددة و/أو مجموعات تصنيفية ووظيفية متباينة، وبالتالي فإن مشاريع الترميم (أو التحقيقات في هذا الشأن) تحتاج إلى اتباع نهج مجتمعي واسع النطاق في تصميمها. مثلا، فمن غير المرجح أن يحقق "مشروع استعادة النباتات" أهدافه الإدارية دون مراعاة تفاعلات النباتات مع الملقحات واللافقاريات والنباتات الهوائية وما إلى ذلك. رابعًا، قد تكون محاكاة الأنواع ضرورية لبدء سلسلة من التيسير أو استبدال مكون حي قد لا يتم تقديمه عمليًا. وقد تم بالفعل إثبات مثل هذه الأساليب الهندسية في مشاريع مثل الجدران البحرية .  أخيرًا، من المرجح أن تزداد الأهمية الإجمالية لسلاسل التيسير البيئية مع تغير المناخ مع تكثيف الضغوطات المرتبطة مثل ارتفاع درجات الحرارة وأنظمة هطول الأمطار المعدلة.  وقد تصبح فجأة واضحة أو مهمة حيث لم يتم اكتشافها من قبل، وقد يصبح الممارسون معتمدين بشكل متزايد على مثل هذه الأدوات البيئية كمكونات قابلة للتكيف ومرنة في مشاريعهم.